# FIFA (serie de jocuri video)
FIFA, cunoscută și ca FIFA Football sau FIFA Soccer este o serie întreruptă de jocuri video începută în anul 1993, produsă de Electronic Arts și distribuită sub numele de EA Sports.

## Lista jocurilor

### Seria FIFA
- FIFA International Soccer
- FIFA 95
- FIFA 96
- FIFA 97
- FIFA: Drumul spre Cupa Mondială 98
- FIFA 99
- FIFA 2000
- FIFA 2001
- FIFA Football 2002
- FIFA Football 2003
- FIFA Football 2004
- FIFA Football 2005
- FIFA 06
- FIFA 07
- FIFA 08
- FIFA 09
- FIFA 10
- FIFA 11
- FIFA 12
- FIFA 13
- FIFA 14
- FIFA 15
- FIFA 16
- FIFA 17
- FIFA 18
- FIFA 19
- FIFA Mobile
- FIFA 20
- FIFA 21
- FIFA 22
- FIFA 23

### Seria FIFA World Cup
- World Cup 98
- FIFA World Cup 2002
- Road to FIFA World Cup 2006
- FIFA World Cup 2006
- FIFA World Cup 2010
- FIFA World Cup 2014
- FIFA World Cup 2018

## Muzică
Deși jocul a avut cântece încă de la apariția primului titlu, seria FIFA a avut parte pentru prima dată de muzică licențiată odată cu lansarea FIFA: Road to World Cup 98. Seria a avut parte de teme muzicale principale de la artiști cunoscuți precum Kasabian, Muse, Linkin Park, Kings of Leon, Bloc Party, Oasis, Fatboy Slim, Blur, Robbie Williams, Duffy, Moby, Gorillaz, Paul van Dyk, Kraftklub și Tiësto. Fiecare joc include o selecție de cântece din albume contemporane, alese deobicei din genuri precum  indie rock, electronica și world music.

## Legturi externe
- Seria de jocuri FIFA la ea.com